# Gens Domitia
Domitius (weibliche Form Domitia) ist das Nomen der römischen gens Domitia (deutsch Domitier), einer plebejischen Familie, die seit dem 4. Jahrhundert v. Chr. bezeugt ist. Die Familie bestand aus den beiden Linien Ahenobarbus (lateinisch bronzener Bart oder Rotbart) und Calvinus und trat besonders im 1. Jahrhundert v. Chr. hervor. Zu den Domitiern gehörte bis zu seiner Adoption auch der spätere Kaiser Nero. Er wurde im Grabmal der Domitier auf dem Pincio-Hügel beigesetzt.
Die Ahenobarbi wurden im Jahr 30 v. Chr. zu Patriziern.
Zur Familie gehören:
- Gaius Domitius Dexter, Konsul 196
- Gnaeus Domitius Afer († 59), römischer Suffektkonsul 39 und Rhetor
- Gnaeus Domitius Ahenobarbus (Konsul 192 v. Chr.), römischer Politiker
- Gnaeus Domitius Ahenobarbus (Konsul 162 v. Chr.), römischer Politiker
- Gnaeus Domitius Ahenobarbus (Konsul 122 v. Chr.) († um 104 v. Chr.), römischer Politiker, Censor 115 v. Chr.
- Gnaeus Domitius Ahenobarbus (Konsul 96 v. Chr.) († um 89 v. Chr.), römischer Politiker, Censor 92 v. Chr.
- Gnaeus Domitius Ahenobarbus (1. Jahrhundert v. Chr.) († 81 v. Chr.), römischer Politiker und Heerführer
- Gnaeus Domitius Ahenobarbus (Prätor 54 v. Chr.), römischer Politiker
- Gnaeus Domitius Ahenobarbus (Konsul 32 v. Chr.) († 31 v. Chr.), römischer Politiker und Heerführer
- Gnaeus Domitius Ahenobarbus (Konsul 32) († 40 n. Chr.), römischer Politiker, Sohn von Lucius Domitius Ahenobarbus und Antonia Maior, verheiratet mit Agrippina der Jüngeren, Vater von Kaiser Nero
- Gnaeus Domitius Calvinus (Konsul 332 v. Chr.), römischer Politiker
- Gnaeus Domitius Calvinus Maximus, römischer Politiker, Konsul 283 v. Chr.
- Gnaeus Domitius Calvinus, römischer Senator und Feldherr, Konsul 53 und 40 v. Chr.
- Gnaeus Domitius Corbulo (Vater), Konsul unter Claudius und Vater des ersteren
- Gnaeus Domitius Corbulo (um 7–67 n. Chr.), römischer Senator und Feldherr unter Claudius und Nero
- Gnaeus Domitius Corbulo (Eques), römischer Ritter, 2. Jahrhundert n. Chr.
- Gnaeus Domitius Philippus, römischer Präfekt von Ägypten (240–242)
- Lucius Domitius Ahenobarbus (Konsul 94 v. Chr.) († 82 v. Chr.), römischer Politiker
- Lucius Domitius Ahenobarbus (Prätor 80 v. Chr.) († 79 v. Chr.), Proconsul 79 v. Chr.
- Lucius Domitius Ahenobarbus (Konsul 54 v. Chr.) (98 v. Chr.–48 v. Chr.), römischer Politiker
- Lucius Domitius Ahenobarbus (Konsul 16 v. Chr.) († 25), römischer Politiker, verheiratet mit Antonia Maior, Tochter des Marcus Antonius, Vater von Gnaeus Domitius Ahenobarbus, Großvater Neros
- Lucius Domitius Ahenobarbus, Geburtsname von Nero (37–68), römischer Kaiser
- Lucius Domitius Apollinaris, römischer Suffektkonsul (97)
- Lucius Domitius Aurelianus, Kaiser 270–275
- Lucius Domitius Domitianus, Gegenkaiser um 297
- Lucius Domitius Gallicanus Papinianus, römischer Suffektkonsul
- Lucius Domitius Proculus, römischer Offizier (Kaiserzeit)
- Lucius Domitius Rogatus, römischer Offizier (Kaiserzeit)
- Marcus Domitius Iustinus, römischer Offizier (Kaiserzeit)
- Marcus Domitius Polygnos, antiker römischer Toreut/Silberschmied
- Marcus Domitius Valerianus, römischer Statthalter
- Quintus Domitius Victor, Angehöriger des römischen Ritterstandes (Kaiserzeit)
- Titus Domitius Hieron, römischer Offizier (Kaiserzeit)
- Titus Domitius Cosconianus, Angehöriger des römischen Ritterstandes (Kaiserzeit)
- Lucius Domitius Alexander, Gegenkaiser um 309
- Domitius Epictetus, römischer Offizier (Kaiserzeit)
- Domitius Zenofilus, Konsul 333
- Flavius Domitius Leontius, Konsul 344
- Domitius Ulpianus (um 170–228), Jurist und Prätorianerpräfekt unter Severus Alexander
- Servius Calpurnius Domitius Dexter, Konsul 225